# Kaji
Kaji är en sockenhuvudort i Kina. Den ligger i provinsen Yunnan, i den sydvästra delen av landet, omkring 110 kilometer norr om provinshuvudstaden Kunming. Antalet invånare är 12 991. Befolkningen består av 6 449 kvinnor och 6 542 män. Barn under 15 år utgör 21,0 %, vuxna 15-64 år 66 %, och äldre över 65 år 11,0 %.
Runt Kaji är det ganska tätbefolkat, med 120 invånare per kvadratkilometer. Närmaste större samhälle är Dianweijie, 14,9 km söder om Kaji. I omgivningarna runt Kaji växer i huvudsak blandskog.
Genomsnittlig årsnederbörd är 904 millimeter. Den regnigaste månaden är juni, med i genomsnitt 187 mm nederbörd, och den torraste är januari, med 8 mm nederbörd.